# Tratado de Melno
El Tratado de Melno (lituano: Melno taika; polaco: Pokój melneński) o Tratado del Lago Melno (alemán: Friede von Melnosee) fue un tratado de paz que puso fin a la Guerra de Gollub . Fue firmado el 27 de septiembre de 1422, entre los Caballeros Teutónicos y una alianza del Reino de Polonia y el Gran Ducado de Lituania en el lago Melno  (en alemán: Melnosee, Meldensee; en polaco: Jezioro Mełno), al este de Graudenz ( Grudziądz ). El tratado resolvió las disputas territoriales entre los Caballeros y Lituania respecto a Lituania Menor y Samogitia, que se arrastraban desde 1382, y determinó la frontera entre Prusia y Lituania, que posteriormente permaneció inalterada durante unos 500 años. Una parte de la frontera original sobrevive como parte de la frontera moderna entre la República de Lituania y el óblast de Kaliningrado (Rusia), lo que la convierte en una de las fronteras más antiguas y estables de Europa.

## Antecedentes
La Primera Paz de Thorn de 1411 no resolvió las antiguas disputas territoriales entre los Caballeros Teutónicos y la unión polaco-lituana. La paz transfirió Samogitia al Gran Ducado de Lituania, pero solo mientras vivieran el rey polaco Jogaila (Władysław II Jagiełło) y el gran duque lituano Vytautas. En aquella época, ambos gobernantes eran ancianos. Pronto surgieron desacuerdos respecto a las fronteras de Samogitia: Vytautas afirmaba que toda la orilla norte del río Neman, incluido el puerto de Memel (Klaipėda), era territorio samogicio. La disputa fue dirimida en el Concilio de Constanza por Segismundo, emperador del Sacro Imperio Romano Germánico. Cuando Segismundo dictó una sentencia desfavorable a los lituanos, Jogaila y Vytautas invadieron el estado monástico de los Caballeros Teutónicos en julio de 1422, dando comienzo a la Guerra de Gollub. Los Caballeros Teutónicos, dirigidos por el Gran Maestre Paul von Rusdorf, no pudieron organizar una defensa adecuada. Sin embargo, Polonia-Lituania decidió poner fin al conflicto antes de que pudieran llegar refuerzos del Sacro Imperio Romano Germánico a través de Transpomerania. El 17 de septiembre de 1422 se firmó una tregua. Cada parte nombró a ocho representantes, les dio plena autoridad para negociar y los envió al campamento del ejército polaco cerca del lago Melno. El Tratado de Melno se concluyó diez días después, el 27 de septiembre.

## Disposiciones
Según los términos del tratado, los Caballeros Teutónicos renunciaron por primera vez a todas sus reclamaciones territoriales, políticas y misioneras contra el Gran Ducado de Lituania, que incluía Samogitia, que fue cedida permanentemente a Lituania. La frontera prusiano-lituana se extendía desde el desierto poco habitado de Suvalkija, a través del triángulo situado al norte del río Neman, hasta Nemirseta, en el mar Báltico. De este modo, los Caballeros seguían controlando el curso inferior del Neman y Memel (Klaipėda), un importante puerto marítimo y centro comercial. Lituania conservó el acceso al mar Báltico entre las ciudades de Palanga (Polangen) y Šventoji (Heiligen Aa), a una distancia de unos 15 kilómetros (9,3 millas). Sin embargo, Lituania no logró desarrollar puertos en Palanga o Šventoji, ya que existía una dura competencia con los cercanos puertos establecidos de Memel y Libau (Liepāja) y unas condiciones naturales desfavorables.  Para los Caballeros, esta corta franja costera suponía un gran sacrificio, ya que los separaba de su rama en Livonia. A menudo, el tratado se describe como un compromiso mutuo prusiano-lituano. A cambio, Polonia renunció a cualquier reclamación territorial sobre Pomerelia, Culmerland y la Tierra de Michelauer, y recibió Nieszawa y la mitad del canal del Vístula desde la desembocadura del río Drwęca. Estos resultados fueron considerados una «decepción» para Polonia.

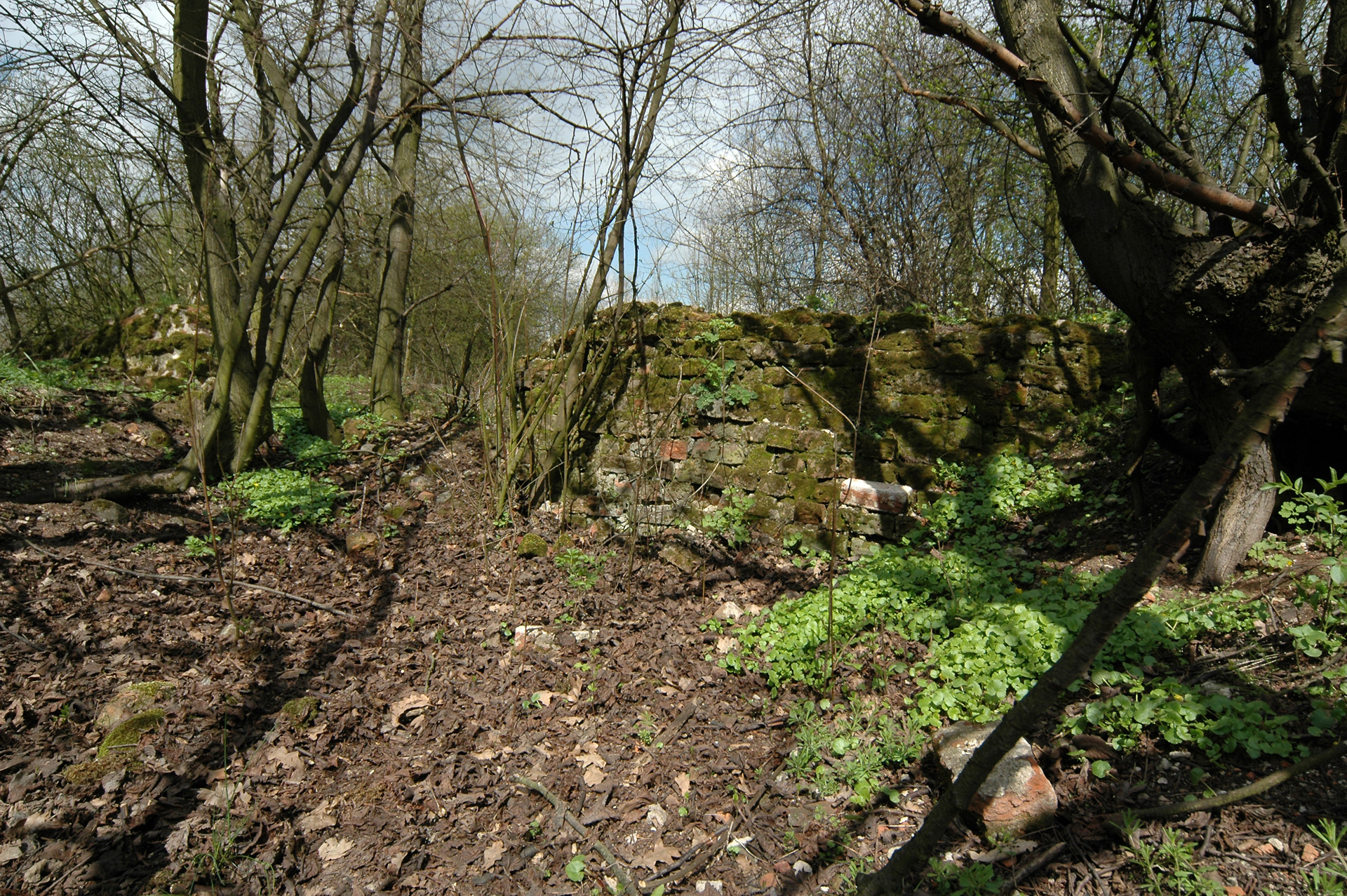
El castillo del Comandante Teutónico en Nieszawa fue desvalijado como parte de los términos del tratado de paz.

El tratado también exigía que se destruyera el castillo del comandante teutónico en Nieszawa. 
En el momento de la firma del tratado, las partes no tenían sus sellos oficiales, por lo que no se ratificó inmediatamente. El Gran Maestre Rusdorf intentó aprovechar el receso para renegociar el tratado, ya que sus súbditos no estaban satisfechos con los términos. Esperaba librar una guerra con la ayuda del emperador del Sacro Imperio Romano Germánico. Sin embargo, Segismundo y Jogaila se reunieron en Käsmark (Kežmarok) y acordaron una alianza: Segismundo pondría fin a su apoyo a los Caballeros y Polonia-Lituania dejaría de ayudar a los husitas en las Guerras husitas. Esto significaba que Vytautas tenía que abandonar sus intervenciones en Bohemia.
El acuerdo se firmó el 30 de marzo de 1423 y el Tratado de Melno fue ratificado del 9 al 18 de mayo en Veliuona, siendo aprobado por el papa Martín V el 10 de julio de 1423. En el tratado, Polonia-Lituania estampó unos 120 sellos oficiales. Los primeros firmantes lituanos fueron el voivoda de Vilnius, Albertas Manvydas; la starosta de Vilnius, Kristinas Astikas; el voivoda de Trakai, Jonas Jaunius; y el anciano de Samogitia, Mykolas Skirgaila.

## Consecuencias

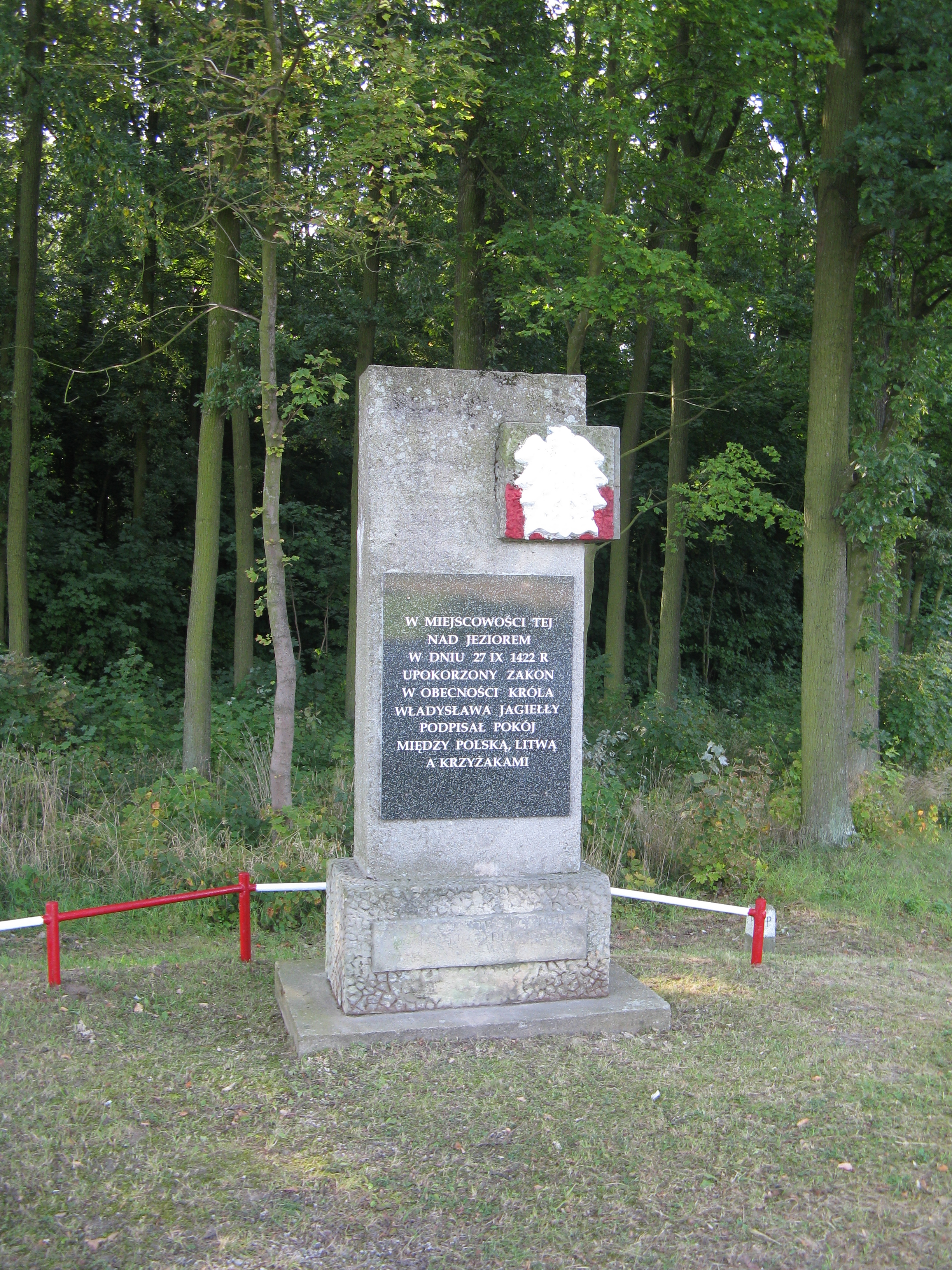
Monumento conmemorativo del tratado en el pueblo de Mełno, Polonia

El tratado puso fin a la guerra entre los Caballeros Teutónicos y el Gran Ducado de Lituania, que había continuado con breves interrupciones desde el siglo XIII. Los últimos cruzados voluntarios llegaron en octubre de 1422, por lo que a partir de entonces los Caballeros tuvieron que recurrir a sus propios hombres o a mercenarios.
Este acontecimiento fue bien recibido en Lituania, ya que le permitió dirigir su atención hacia sus territorios orientales y llevar a cabo reformas internas.
Las regiones fronterizas de Samogitia y Suvalkija, devastadas por la guerra, empezaron a recuperarse. Sin embargo, las disputas polaco-teutonas no se resolvieron. En un episodio revelador, poco después de la firma del tratado, los Caballeros y los polacos se disputaron un molino de agua en Lubicz, un puesto estratégico convertido en fortaleza. Vytautas se enfureció por la disputa y amenazó con ceder Palanga a los Caballeros si Polonia no renunciaba a sus pretensiones sobre Lubicz. Los Caballeros salieron victoriosos en esta disputa.
El tratado puso fin a la cooperación polaco-lituana contra los Caballeros Teutónicos. Los Caballeros Teutónicos intentaron ganarse a los lituanos ofreciéndoles una corona real a Vytautas con la esperanza de romper la unión polaco-lituana. Durante la Guerra Civil Lituana (1431-1435), el duque lituano Švitrigaila supo aprovechar la animadversión polaco-teutónica en su propio beneficio: los Caballeros invadieron Polonia, lo que dio comienzo a la Guerra Polaco-Teutónica. Los dos Estados volvieron a enfrentarse durante la Guerra de los Trece Años (1454-1466), una guerra civil que partió Prusia por la mitad.
El acuerdo trazó la frontera entre Prusia y Lituania de forma aproximada e imprecisa, lo que dio lugar a disputas locales por la demarcación. La frontera se volvió a trazar con mayor detalle y precisión en 1532 y 1545.  La frontera sobrevivió sin grandes cambios hasta la Primera Guerra Mundial. En 1919, el Tratado de Versalles separó la región de Klaipėda (territorio de Memel) de Alemania como mandato de la Sociedad de Naciones. Lituania se anexionó la región en 1923. La parte sur de la frontera, con pequeñas modificaciones, sigue siendo la frontera entre Lituania y el óblast de Kaliningrado (Rusia).